# Kiss András (tanár)
Kiss András, Kis (Panyola, 1808. május 1. (keresztelés) – Debrecen, 1878. január 28.) református gimnáziumi tanár.

## Életútja
Kis András és Kontz Katalin fiaként született. Előbb Tasnádon, majd Máramarosszigeten főjegyző; 1852. júniustól a debreceni református gimnázium tanára volt; a klasszika-filológiát és a jogtudományok egy részét adta elő 1877. júliusig, amikor nyugalomba lépett, ezer forint nyugdíjat szavaztak meg számára; de mint az államvizsgálati bizottság tagja tovább is működött.
Programmértekezése a debreceni református gimnázium Értesítőjében (1859. A görög szóképzéstan jelentősége.)